# Chris Patten
Christopher Francis Patten, Barón Patten de Barnes (Lancashire, 12 de mayo de 1944), es un político conservador británico y expresidente del grupo de la Reforma Tory.
Fue miembro del Parlamento, ascendió brevemente a ministro del gabinete y presidente del partido. Mientras estuvo en este último cargo, orquestó la inesperada cuarta victoria electoral consecutiva para los Conservadores en 1992, pero perdió su propio cargo en la Cámara de los Comunes.
Después aceptó el cargo de último Comandante en Jefe y Gobernador Británico de Hong Kong (1992-1997). Tras la entrega de Hong Kong a la República Popular de China, Patten se convirtió en miembro de la Comisión Europea, responsable de relaciones exteriores (1999-2004). Después de dejar ese cargo, volvió a Reino Unido y fue elevado a la nobleza. Actualmente es Canciller de la Universidad de Oxford (desde 2003) y desde 1999 hasta 2009 lo fue también de la Universidad de Newcastle. Desde 2011, por nombramiento real, presidió el órgano de gobierno de la BBC hasta su salida en mayo de 2014.

## Parlamentario
En el Gobierno
Patten fue miembro del Parlamento de 1979 a 1992 y fungió como ministro de Desarrollo en el Extranjero en la Oficina del Ministerio de Asuntos Exteriores y Mancomunidad de Naciones de 1986 a 1989.
En 1989 fue asignado al SM Gabinete como secretario de Estado para el Medio Ambiente y fue el responsable del impopular impuesto sobre nómina. Aunque defendió fuertemente la política en aquella época, en su libro Not Quite the Diplomat en el 2006 (publicado en los Estados Unidos como Primos y Extraños: Estados Unidos, Gran Bretaña y Europa en el Nuevo Siglo) considera que fue un error de la entonces primer ministro Margaret Thatcher.
En 1990, John Major nombró a Patten como canciller del Ducado de Lancaster y presidente del partido Conservador, con la responsabilidad de organizar la siguiente campaña para las elecciones generales. Como presidente del partido, fue ampliamente considerado como el arquitecto principal de la inesperada victoria de los Conservadores en las elecciones de 1992. Sin embargo, perdió su cargo al Baño ante el candidato demócrata liberal, Don Foster, en ese mismo año. La derrota de Patten se atribuyó a varios factores: el impuesto sobre nómina que él implementó, el cual fue especialmente impopular en su distrito electoral, y sus obligaciones como presidente del partido, que limitó su campaña local.

## Gobernador de Hong Kong
De haber sido reelecto en 1992, Patten hubiera podido ser designado como secretario del Exterior, aunque en su autobiografía, John Major dijo que él hubiera designado a Patten como canciller del Exchequer! Sin embargo, en las tres semanas previas a las elecciones, muchos miembros del partido sintieron que Patten no hubiera podido conservar su puesto, y que Major estaba considerando una designación de patrocinio.
En julio de 1992 se convirtió en el 28.º y último gobernador de Hong Kong hasta su devolución a la República Popular de China el 30 de junio de 1997. Se le asignó un nombre oficial chino: Pang Ting Hong/Peng Dingkang (彭定康) durante su gobierno; antes de dicho período, en Hong Kong él era conocido como "Pak Tang" (柏藤). A diferencia de la mayoría de los gobernadores anteriores de Hong Kong, Patten no era un burócrata de carrera de la Oficina del Exterior de Reino Unido, sino un político. Sin embargo, él no fue el primer político en convertirse en gobernador de Hong Kong. Ese honor pertenece a John Bowring, gobernador de Hong Kong de 1854 a 1859, y a John Pope Hennessy, gobernador de 1877 a 1882, quien era un miembro del Parlamento conservador antes de ingresar al servicio colonial.
El gobierno de Patten enfrentó diversos retos, ya que muchos en Hong Kong aún vacilaban por la masacre de la Plaza de Tiananmen ocurrida unos años antes, mientras que algunos sospechaban que los británicos los venderían. Patten realizó acciones para mantenerse en contacto con la gente de la colonia, realizando paseos públicos a menudo. La gente de Hong Kong lo apodó afectuosamente como Fat Pang o Fei Peng (肥彭), convirtiéndolo en el primer y único gobernador con sobrenombre chino.
Las acciones más controvertidas de Patten fueron en relación con las elecciones del Consejo Legislativo de Hong Kong. Los miembros de Legco que regresaron en 1995 originalmente iban a seguir en funciones después de la devolución de Hong Kong, dando continuidad institucional a dicho acto. Pekín esperaba que este consejo se eligiría por medio de distritos electorales funcionales con electorados limitados, sin embargo, Patten extendió la definición de los distritos electorales funcionales, de modo que virtualmente todo mundo en Hong Kong podía votar por los famosos miembros del Consejo Legislativo electos indirectamente (consultar Política de Hong Kong).
Sorprendentemente, su medida no fue objetada tan fuertemente como se podría suponer por parte de los partidos políticos pro-Pekín de Hong Kong, que se vieron afectados por los cambios electorales, pero sí fue criticado por el gobierno de PRC como un "criminal histórico/pecador eterno condenado por mil generaciones" (千古罪人). El consejo legislativo electo durante el gobierno de Patten fue disuelto durante la devolución de Hong Kong a China y reemplazado por un Consejo Legislativo Provisional que estuvo en funciones hasta las elecciones de 1998.
Sin embargo, la reforma institucional de Patten obtuvo un apoyo sin precedentes en Hong Kong y las críticas del gobierno del PRC aumentaron su popularidad a un nivel que nunca ha disfrutado en Gran Bretaña. Fue ampliamente considerado como un defensor de los derechos de la colonia y, sin importar la controversia electoral, incluso algunos de sus críticos admiraron su elocuencia y aplaudieron sus esfuerzos para elevar el nivel del debate en la colonia. Al terminar, el PRC cedió a la presión y después del cambio, una creciente porción de miembros del Legco sería electa directamente.
Patten salió de Hong Kong el 1 de julio de 1997 después de la ceremonia de devolución, junto con el Príncipe de Gales, a bordo del yate HM Britannia.
En 1998, la reina Isabel II lo designó como miembro de la Compañía de Honor. De 1998 a 1999, presidió la Comisión Independiente de Políticas para Irlanda del Norte, conocida como la Comisión Patten, que se había establecido en 1998 como parte del Acuerdo de Belfast. El 9 de septiembre de 1999, la Comisión produjo su reporte titulado A New Beginning: Policing in Northern Ireland (Un Nuevo Inicio: Politizando en Irlanda del Norte), conocido popularmente como el Reporte Patten, que contiene 175 recomendaciones simbólicas y prácticas. Este reporte llevó al cambio de nombre de la Guardia Real Civil de Ulster al de Servicio de Policía de Irlanda del Norte. También es el copresidente del Grupo Crisis Internacional, donde supervisa muchas operaciones internacionales.

## Santa Sede
El 9 de julio de 2014 el Santo Padre Francisco ha nombrado al barón Patten como presidente del comité encargado de reformar los medios de comunicación de la Santa Sede para adecuarlos “a las nuevas tendencias del sector, mejorar la coordinación y lograr de manera progresiva y significativa considerables ahorros financieros”. El nombramiento se ha hecho público en la Sala Stampa de la Santa Sede y fue comunicado por SE cardenal George Pell prefecto de la secretaria para la Economía según lo informa la Vatican Information Service.

## Insignias honoríficas

Corona de barón
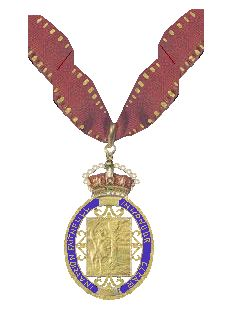
Compañero de Honor
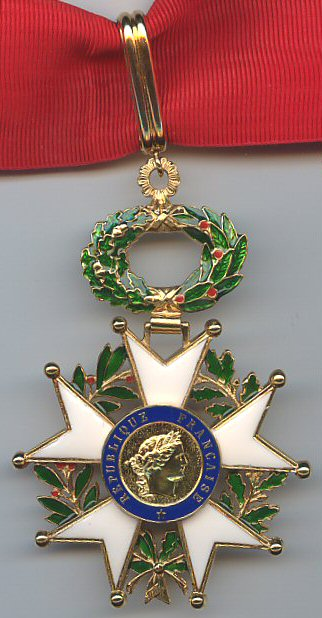
Legión de Honor
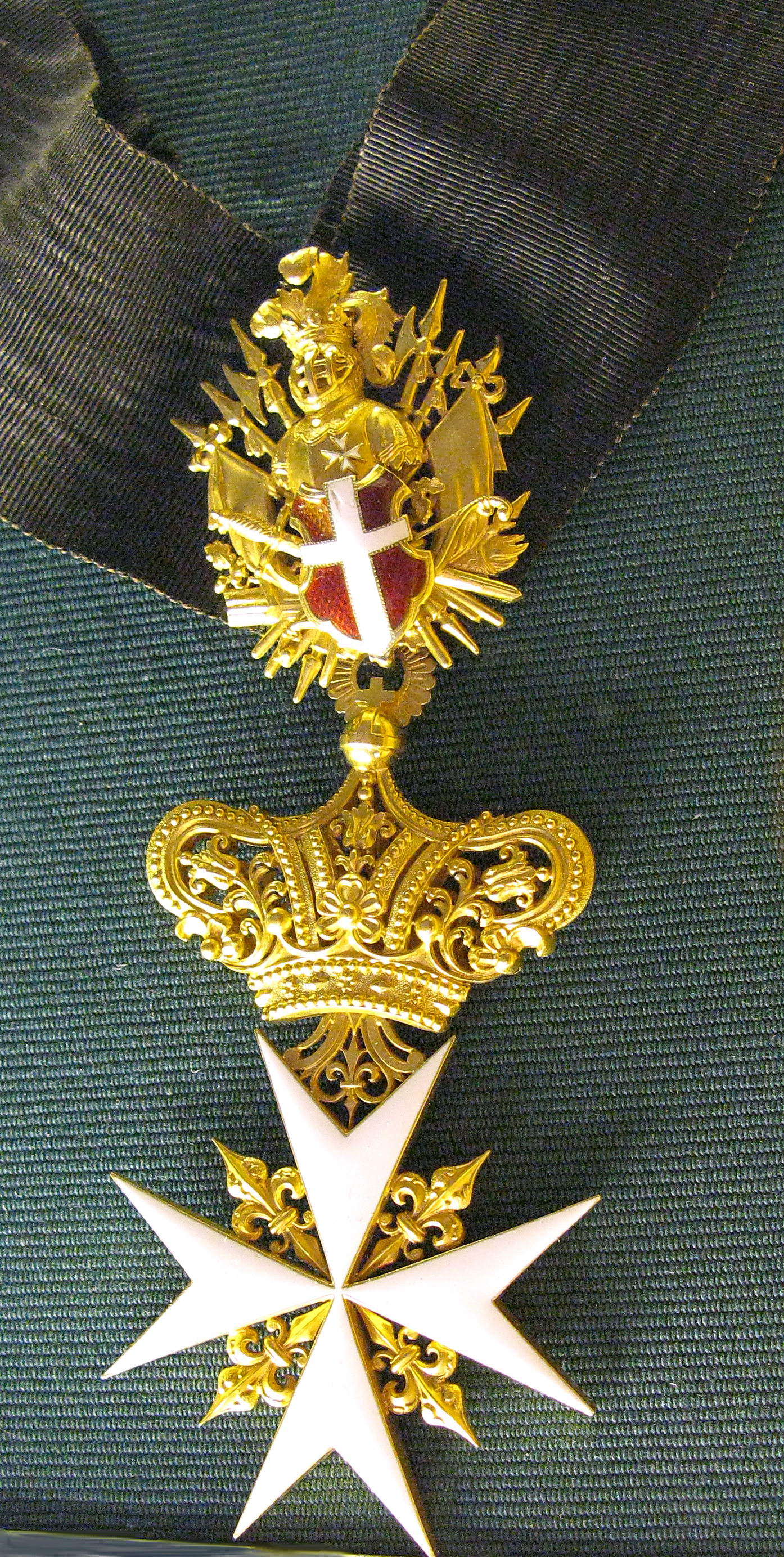
Caballero de Malta
Pro Merito Melitensi
Consejo privado de SM y Miembro de la Jarretera